# Desenvolvedor cidadão
Desenvolvedor Cidadão é um termo utilizado para descrever um desenvolvedor não profissional que cria aplicativos ou automações para si mesmo ou para outros, utilizando ferramentas oficialmente sancionadas pela sua organização. Essas ferramentas geralmente incluem plataformas Low-code ou No-code, permitindo que usuários sem educação formal em programação construam aplicativos de negócios de forma eficiente e eficaz.

## Definição
O termo "desenvolvedor cidadão" está mais comumente associado a usuários de negócios que, sem fazer parte do departamento de TI, utilizam plataformas de desenvolvimento para resolver problemas, melhorar fluxos de trabalho e inovar em seu trabalho diário. O conceito ganhou popularidade à medida que as organizações adotam estratégias de transformação digital e buscam democratizar o desenvolvimento de software.
De acordo com o Gartner, um desenvolvedor cidadão é "um usuário que cria novos aplicativos de negócios para consumo por outros, utilizando ambientes de desenvolvimento e execução sancionados pela TI corporativa."

## Características
Os desenvolvedores cidadãos geralmente:
- Trabalham fora dos departamentos tradicionais de TI
- Usam ferramentas de baixo código ou sem código, como Microsoft Power Apps, Mendix, AppSheet ou OutSystems
- Focam na melhoria de processos de negócios
- Colaboram com a TI para governança, integração e segurança
- Operam dentro de diretrizes ou frameworks estabelecidos pelas políticas de governança de TI

## Benefícios
As organizações incentivam frequentemente o desenvolvimento de desenvolvedores cidadãos para:
- Acelerar a inovação digital
- Reduzir o backlog de desenvolvimento
- Empoderar as unidades de negócios para resolver seus próprios problemas
- Aumentar a agilidade na resposta às necessidades operacionais

## Desafios
Apesar das vantagens, o desenvolvimento de desenvolvedores cidadãos traz diversos desafios, como:
- Shadow IT e riscos de segurança
- Limitações de integração e escalabilidade
- Problemas de garantia de qualidade e manutenção
- Necessidade de supervisão e governança das equipes centrais de TI

## Governança e Colaboração com TI
Programas bem-sucedidos de desenvolvimento de desenvolvedores cidadãos dependem de políticas claras, apoio da TI, treinamento e governança de plataformas. Estabelecer um Centro de Excelência (CoE) é uma abordagem comum para equilibrar autonomia com controle, garantindo que os aplicativos sejam desenvolvidos de forma responsável e sustentável.
A Microsoft promove o desenvolvimento de desenvolvedores cidadãos como uma forma de empoderar cada funcionário a se tornar um inovador utilizando ferramentas como o Power Platform, permitindo a criação rápida de soluções enquanto trabalha em conjunto com a TI.
A Oracle destaca o papel dos desenvolvedores cidadãos na aceleração da transformação digital, especialmente em ambientes de planejamento de recursos empresariais (ERP).